# Междугородная железная дорога Наньчан — Цзюцзян

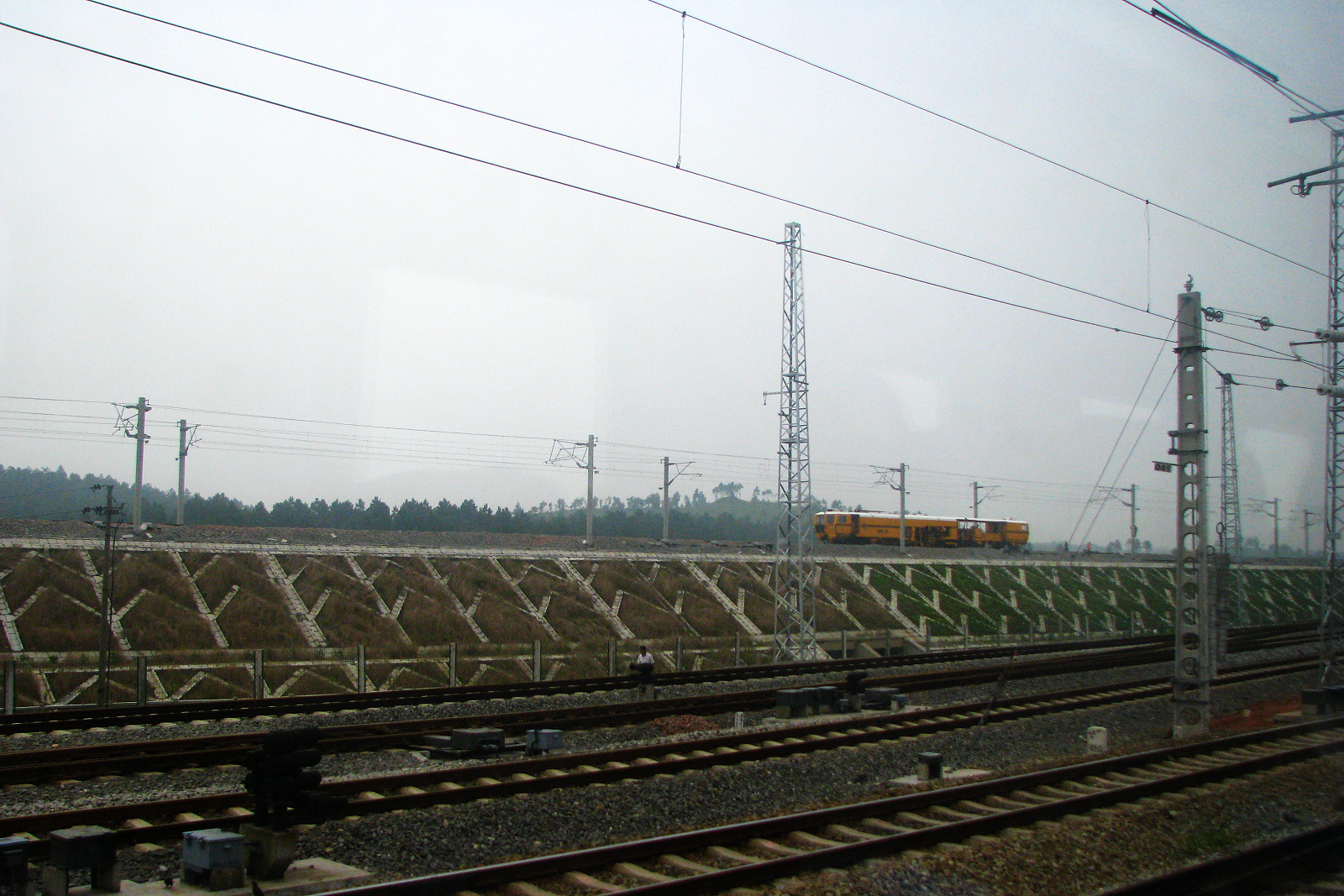
Строительство дороги в июне 2010 года

Междугородная железная дорога Наньчан — Цзюцзян (кит. 昌九城际铁路) — высокоскоростная железная дорога в провинции Цзянси, соединяющая столицу провинции город Наньчан и город Цзюцзян на реке Янцзы недалеко от культурно-исторического комплекса горы Лушань. Линия, длиной в 131 км была построена для высокоскоростных электропоездов, развивающих максимальную скорость до 250 км/ч. Дорога проходит вдоль горы Лушань, за которой находится озеро Поянху.
Начало строительства дороги - 28 июня 2007 года. Пуск в эксплуатацию - 20 сентября 2010 года . Это первая высокоскоростная железная дорога провинции Цзянси.

## Маршрут и станции
Дорога проходит по ходу железнодорожной трассы Пекин - Цзюлун. Основная часть пути - заново построенная линия, и лишь последние 17 км от Лехуа до Наньчана идут по старому пути.
1. Цзюцзян (кит. 九江站)
2. Лушань (кит. 庐山站)
3. Дэань (кит. 德安站)
4. Гунциншэн (кит. 共青城站)
5. Юнсю (кит. 永修站)
6. Лехуа  (кит. 乐化站)
7. Наньчан (кит. 南昌站)

Стоимость проезда - 42 юаня вторым классом и 50 юаней первым классом (2010 год) .